# Air Berlin
Pour les articles homonymes, voir BER.
Your Airline

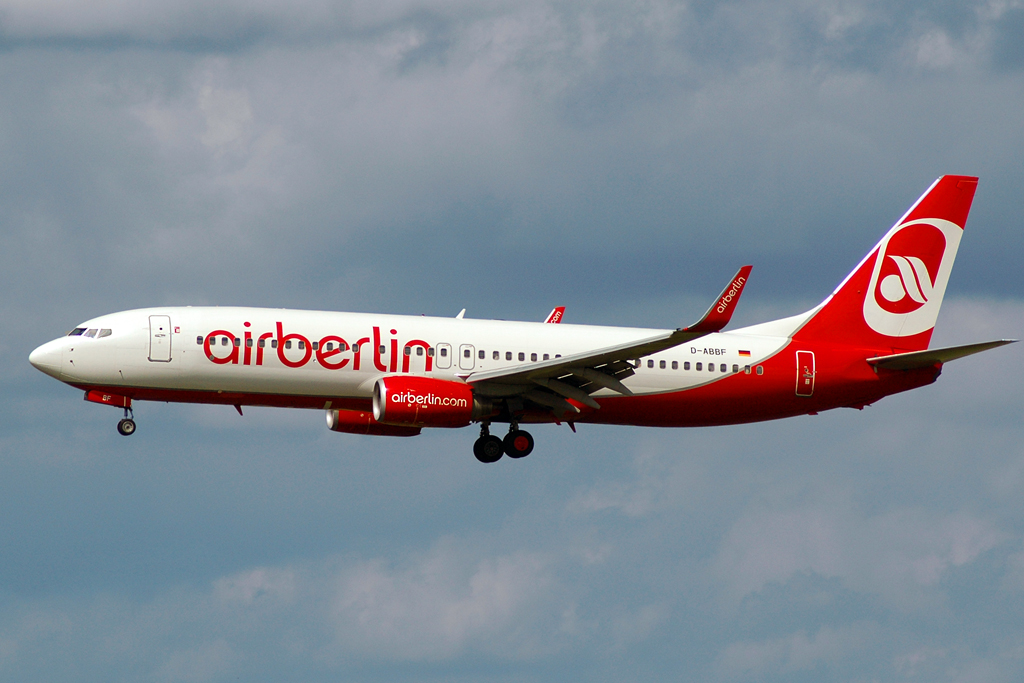
Boeing 737-800.

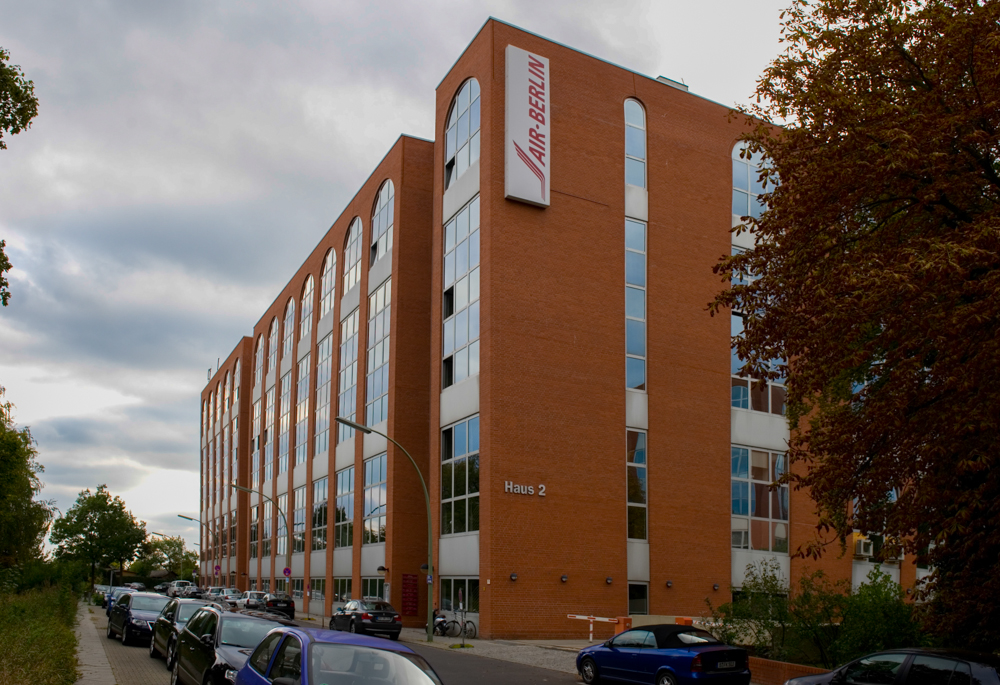
Le siège social d'Air Berlin.

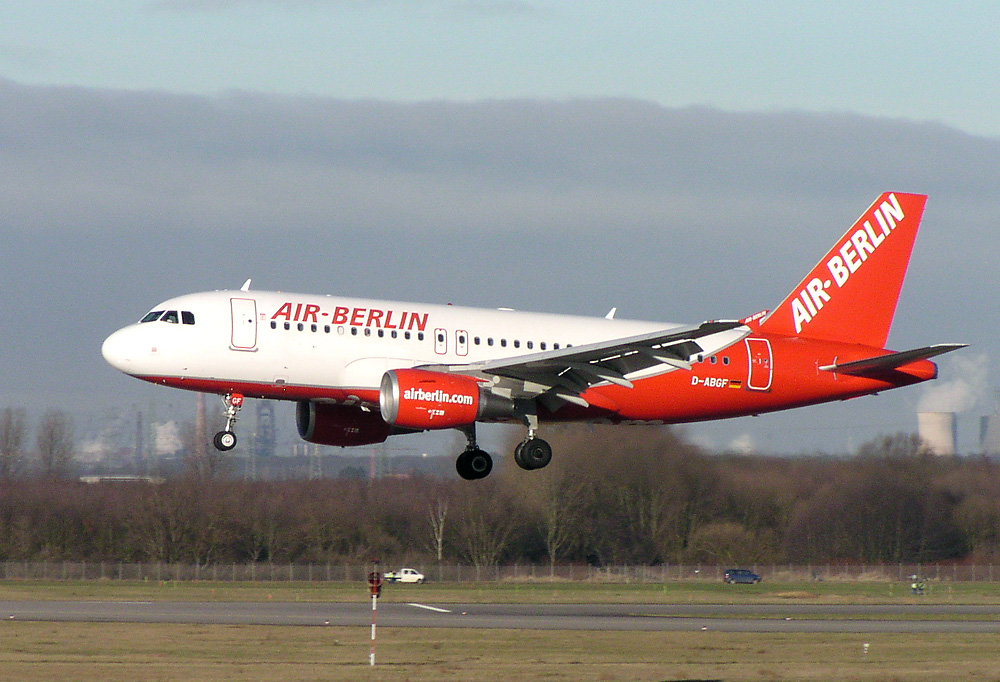
Airbus A319.

Air Berlin PLC & Co. Luftverkehrs KG (Code AITA : AB ; code OACI : BER), généralement désignée par airberlin, Air Berlin ou airberlin.com, est une ancienne compagnie aérienne, cessant ses activités en 2017, ayant été la deuxième en Allemagne et la septième en Europe, avec un siège social à Charlottenburg-Wilmersdorf dans le 4e arrondissement de Berlin.
Air Berlin est membre de l'alliance américaine Oneworld de mars 2012 à 2017. En 2013, la compagnie transporte plus de 31,5 millions de passagers vers 171 destinations. La société est jusqu'en 2017 cotée à la bourse de Francfort.
Air Berlin dessert à l'origine surtout des lieux de vacances de la Méditerranée, des îles Canaries et d'Afrique du Nord ainsi que des métropoles européennes.
La compagnie cependant se diversifie et ouvre notamment des vols intercontinentaux à destination de l'Amérique du Nord (États-Unis, Canada, Mexique, Caraïbes), de l'Asie (Maldives), ou de l'Afrique (Kenya, Afrique du Sud, Namibie).
La compagnie dépose le bilan le 15 août 2017. Son dernier vol a lieu le 27 octobre 2017, entre Munich et Berlin-Tegel.

## Histoire

### Années 1970
La compagnie a été créée sous la loi américaine sous le nom d'Air Berlin Inc pour des raisons juridiques liées au droit de transport de Berlin-Ouest par les seuls pays victorieux de la Seconde Guerre mondiale.
En effet, après la Seconde Guerre mondiale, et ce jusqu’à la réunification allemande en 1990, seules les compagnies aériennes des pays alliés (France, États-Unis et Royaume-Uni) étaient autorisées à desservir Berlin-Ouest. Le siège officiel de la compagnie est alors Miami, en Floride. Le premier vol de la compagnie est effectué le 28 avril 1979 par un Boeing 707 reliant Berlin à Palma de Majorque. Air Berlin se spécialise alors dans les destinations méditerranéennes. Jusqu’au dépôt de bilan, Majorque reste la principale destination desservie par Air Berlin.

### Années 1990
Le 16 avril 1991, à la suite de la réunification allemande, la compagnie est re-enregistrée sous droit allemand, et le 16 avril 1991, la compagnie change de nom et devient Air Berlin GmbH & Co. Luftverkehrs KG. Par la suite, la structure de la compagnie est profondément modifiée par Joachim Hunold, le gérant. En 1999, elle rejoint par la même occasion l'IATA. Son modèle économique s'éloigne alors du charter pour se transformer de plus en plus vers une compagnie à horaires réguliers.

### Années 2000
En janvier 2004, Air Berlin annonce la coopération avec Niki, une compagnie autrichienne basée à Vienne, incluant la prise de contrôle à hauteur de 24 % des actions.
En 2006 et 2007, Air Berlin prend le contrôle respectivement des compagnies Dba et LTU, permettant ainsi de lancer les vols intercontinentaux. En 2009, les compagnies Air Berlin PLC et TUI Travel PLC concluent une alliance stratégique à long terme pour leurs lignes intérieures en Allemagne. À compter de l’automne 2009, Air Berlin assure la desserte des liaisons intercités de TUIfly.

### Années 2010
Le 27 juillet 2010, elle annonce qu'elle rejoindra Oneworld début 2012.
Depuis l'entrée en vigueur du programme de vols d'hiver 2010/2011, Air Berlin assure des vols en partage de code avec American Airlines et Finnair, en préparation à son entrée dans Oneworld. En date du 1er avril 2011, Air Berlin a complètement intégré la compagnie aérienne LTU acquise en août 2007. Il n'y a plus qu'une seule opération de vol et toutes les opérations techniques du groupe Air Berlin ont été regroupées dans la nouvelle société airberlin technik GmbH.
En décembre 2011, Etihad Airways, la compagnie aérienne nationale des Émirats arabes unis, prend 27 % du capital de la société allemande. Le 20 mars 2012, Air Berlin rejoint Oneworld.
En 2013, la compagnie allemande annonce un plan de réduction de ses effectifs (suppression de 900 postes) et de sa flotte (passage de 158 à 142 appareils), afin de réaliser des économies. Ce plan est étalé jusqu'en 2014.
En novembre 2014, Wolfgang Prock-Schauer demande à être démis de ses fonctions ; il est remplacé en février 2015 par le chef de Fiji Airways, Stefan Pichler.
En septembre 2016, après trois années déficitaires avec des pertes annuelles de plusieurs centaines de millions d'euros et une détérioration de plus en plus sévère de la situation économique de l'entreprise, Air Berlin annonce une restructuration majeure et cession partielle d'activité : suppression de 1 200 postes, réduction significative de la flotte de 127 à 75 avions, et signature d'une lettre d'intention pour une location longue durée de jusqu'à 40 avions équipages et maintenance compris (wet lease) par son concurrent Lufthansa qui prévoit de les intégrer dans le réseau de ses filiales Eurowings et Austrian Airlines,. L'accord avec Lufthansa porte sur la période 2017-2023 et concerne des Airbus A320 et A319 qui seront opérés par Air Berlin pour Eurowings et Austrian Airlines à partir de mars 2017.
Le 15 août 2017, Air Berlin annonce engager une procédure d'insolvabilité devant la justice allemande. C'est la conséquence de la décision de son principal actionnaire, Etihad, qui détient 30 % du capital, de ne pas lui accorder le versement de 50 millions d'euros qui lui aurait permis de poursuivre son activité. La compagnie maintient son programme de vol pour l'été, notamment du fait de l'obtention d'un prêt-relais obtenu avec le soutien de l'Etat fédéral allemand et des négociations avec la compagnie Lufthansa. En octobre 2017, Lufthansa annonce la reprise d'une partie de l'activité d'Air Berlin, comprenant ses filiales Niki et LG Walter, ainsi que certains de ses avions, pour 210 millions d'euros, accord qui doit encore obtenir l'aval des autorités de la concurrence.
En octobre 2017, Air Berlin quitte ainsi l'alliance Oneworld, dont elle faisait partie avec Niki depuis 2012.
Le 19 octobre 2017, Air Berlin met fin à ses vols longs courriers.
Le 27 octobre 2017, Air Berlin, couvert de dettes est obligé de mettre la clé sous la porte et de mettre fin complètement à ses activités. Le dernier vol de la compagnie aura pour nom de code BER4EVR (Air Berlin forever)
Peu de temps après, Lufthansa annonce reprendre 80 avions d'Air Berlin, qui seront intégrés dans sa filiale low cost Eurowings. Cependant en décembre 2017, Lufthansa
abandonne la reprise de la marque Niki détenue par Air Berlin ainsi que des 23 avions sous cette marque de par l'opposition des autorités de la concurrence européenne. Lufthansa n'abandonne cependant par la reprise de la filiale LGW d'Air Berlin, filiale cependant moins importante. En parallèle, EasyJet acquiert 25 avions d'Air Berlin et reprend également les activités court-courrier de la compagnie depuis Berlin.

## Chiffres clés
|                                          | 2006    | 2007    | 2008    | 2009    | 2010    | 2011    | 2012    | 2013    | 2014    | 2015    | 2016  |
| ---------------------------------------- | ------- | ------- | ------- | ------- | ------- | ------- | ------- | ------- | ------- | ------- | ----- |
| Chiffre d'affaires (en millions d'euros) | 1 575,4 | 2 536,5 | 3 388,5 | 3 240,3 | 3 723,6 | 4 227,3 | 4 311,7 | 4 146,8 | 4 160,2 | 4 081,8 | 3 800 |
| Bénéfice (en millions d'euros)           | 50,1    | 21,0    | -83,5   | -9,5    | -97,2   | -420,4  | 6,8     | -315,5  | -376,7  | -446,6  | -667  |
| Passagers (en milliers)                  | 19 702  | 24 027  | 27 126  | 31 031  | 31 777  | 31 782  | 29 605  | 31 536  | 31 716, | 30 249  |       |
| Taux d'occupation (en % de la capacité)  | 75,27   | 78,06   | 78,11   | 77,40   | 76,73   | 78,53   | 80,14   | 84,85   | 83,46   | 84,18   |       |
| Effectifs                                | 4 108   | 8 360   | 8 311   | 8 278   | 8 900   | 9 113   | 9 284   | 8 905   | 8 440   | 8 869   | 8 500 |
| Appareils en fin d'exercice              | 88      | 124     | 125     | 152     | 169     | 170     | 155     | 140     | 149     | 153     |       |

## Partenaires de partage de code
Partenaires Premium
- Niki

Partenaires Oneworld
- TAM Linhas Aéreas
- American Airlines
- Finnair
- Iberia
- Royal Jordanian
- JAL
- S7 Airlines

Autres partenaires
- Bangkok Airways
- Hainan Airlines
- Meridiana
- Pegasus Airlines
- Air France[33]
- KLM[33]
- Air Serbia[34]
- Etihad Regional[35]
- Flybe[36]

## Flotte historique

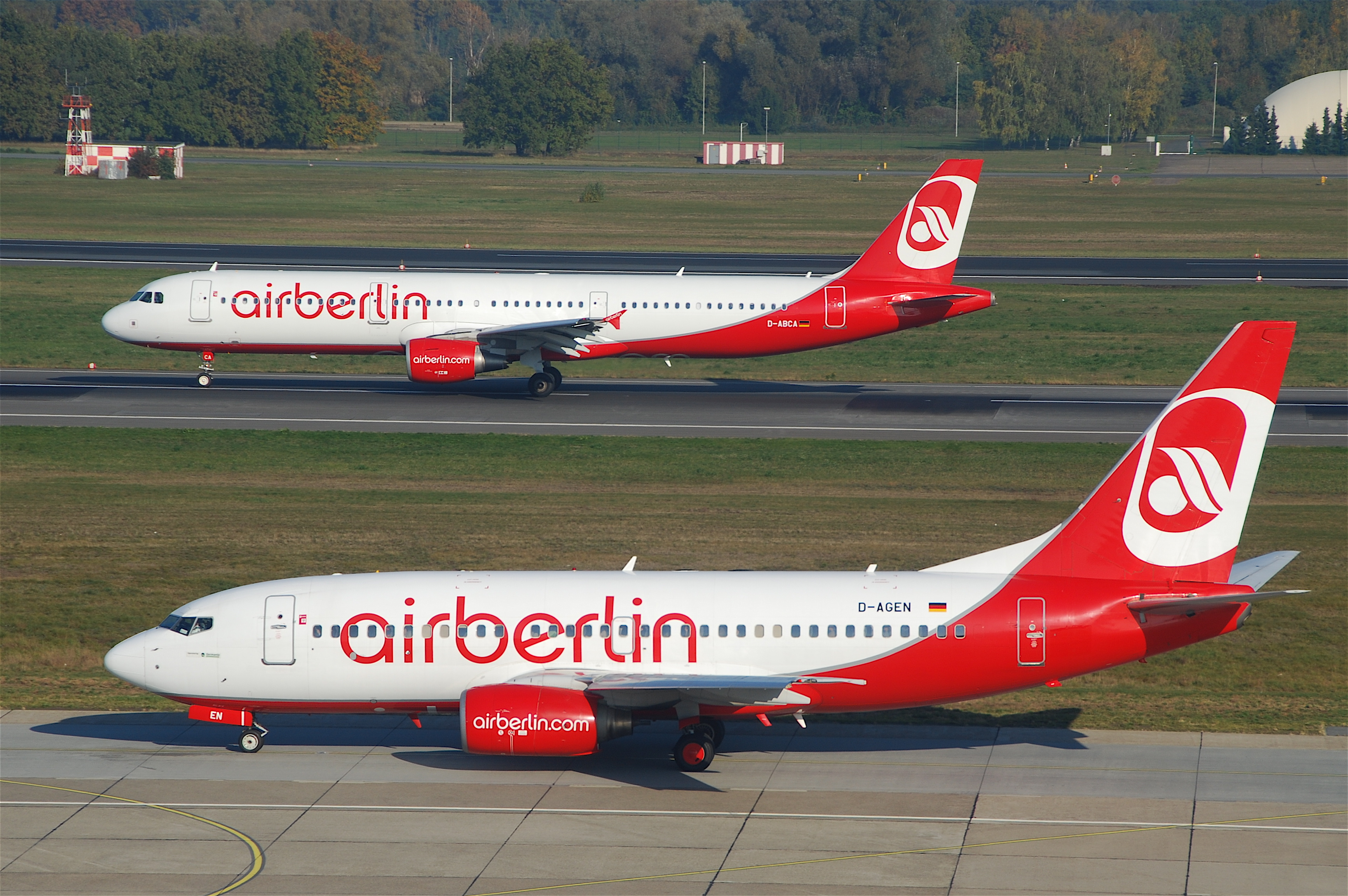
Airbus A321-200 et Boeing 737-700 d'Air Berlin à l'aéroport de Berlin-Tegel.

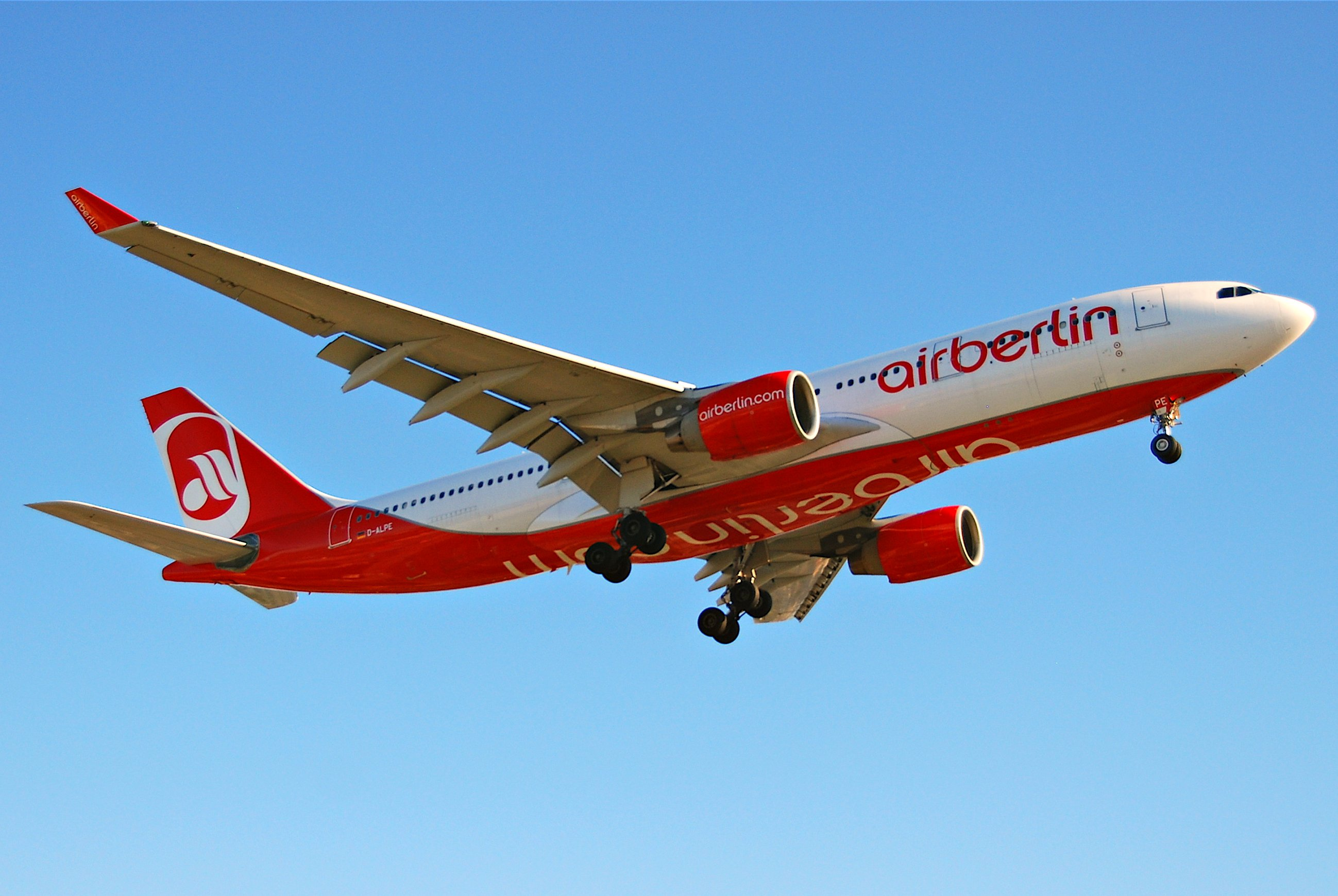
Airbus A330-200 d'Air Berlin à l'atterrissage à l'aéroport international de Los Angeles.

En septembre 2017, un mois avant sa faillite, la flotte d'Air Berlin était composée des appareils suivants:
| Type            | En service | Commandes | Sièges (Business/Economy) | Remarques                                                  |
| --------------- | ---------- | --------- | ------------------------- | ---------------------------------------------------------- |
| Airbus A320-200 | 37         | —         | 180 (0/180)               |                                                            |
| Airbus A321-200 | 4          | —         | 210 (0/210)               | +16 qui volaient pour Niki, mais aux couleurs d'Air Berlin |
| Airbus A330-200 | 17         | —         | 290 (19/271)              |                                                            |
| Boeing 737-700  | 5          | —         | 144 (0/144)               |                                                            |
| Boeing 737-800  | 8          | —         | 186 (0/186)               |                                                            |
| Bombardier Q400 | 20         | —         | 76 (0/76)                 |                                                            |
| Total           | 91         | —         |                           |                                                            |

## Airberlin Technik
Airberlin Technik fait partie du groupe Air Berlin ; il s'agit d'une filiale maintenance détenue à 100 % de Air Berlin PLC & Co. Luftverkehrs KG. Créée en 2011 par le regroupement de plusieurs entités de maintenance locales, elle compte environ 1 500 salariés sur 11 sites, les principaux étant Düsseldorf, Berlin et Munich. Airberlin Technik est responsable de la maintenance des avions d'Air Berlin ainsi que pour une soixantaine de clients tiers. Airberlin Technik est certifié Part 145 par l'agence européenne de la sécurité aérienne (AESA) et Part 147 pour l'activité formation ; en dehors de l'Union européenne, l'entreprise dispose d'accréditations aux États-Unis, en Russie, aux Émirats arabes unis, en Jordanie, en Afrique du Sud, en Israël ainsi qu'au Qatar.

## Incidents et accidents
À ce jour, aucun accident ayant entraîné la mort, ni aucune perte d'avion n'est à déplorer pour Air Berlin.